# Надеево (Сокольский район)
Надеево — деревня в Сокольском районе Вологодской области.
Входит в состав Пельшемского сельского поселения, с точки зрения административно-территориального деления — в Пельшемский сельсовет.
Расстояние по автодороге до районного центра Сокола — 36 км, до центра муниципального образования Марковского — 2 км. Ближайшие населённые пункты — Турово, Комарово, Алферовское.
По переписи 2002 года население — 5 человек.